# ФК Аякучо
ФК Аякучо (на испански: Ayacucho Fútbol Club) е перуански професионален футболен отбор от Аякучо, регион Аякучо. Създаден е на 27 юли 1972 г. в Лима под името Олимпико Сан Луис. Играе в перуанската Примера Дивисион и е известен с честата смяна на имената си. Двукратен шампион на втора дивизия.

## История
През 2000 г. Олимпико Сан Луис влиза във втора дивизия и променя името си на Олимпико Сомос Перу. През 2004 г. тимът завършва на първо място във втора дивизия, но форматът на първенството по това време не предвижда промоция в първа, а включване в националната фаза на Копа Перу, където тимът отпада на четвъртфинал. Следващият сезон протича по идентичен начин - шампионска титла във втора дивизия и отпадане на четвъртфинал на Копа Перу. През 2006 г. отборът приема името Олимпия Аурора Мирафлорес, след като няколко години по-рано се обединява с Аурора Мирафлорес. През 2007 г. президентът на тима го се мести в Икитос с цел да привлече повече фенове и името е сменено отново - Реал Лорето. Начинанието обаче не успява и само година по-късно отборът отново е с ново име и нова локация - Инти Газ Депортес на името на новия собственик, газовата компания Инти Газ и град Аякучо. Първоначално обаче играе домакинските си мачове в Лима и Ика. Същата година Инти Газ завършва на второ място във втора дивизия и печели промоция за елита, където в първия си сезон се представя добре и завършва на седмо място, само на три точки от последното място, даващо квота за участие в Копа Судамерикана. Две години по-късно отборът отново остава седми, но този път Перу има право на четири представители в Копа Судамерикана и Инти Газ е последният от тях. Той обаче отпада още в първия кръг след загуба с общ резултат 3:0 от колумбийския Мийонариос. Седмото място се повтаря и през 2012 и 2013 г., но с него и отпаданията в първия кръг на Копа Судамерикана, след загуби с общ резултат 5:0 от колумбийския Атлетико Насионал и 2:0 от венецуелския Каракас. В първите дни на 2015 г. клубът отново сменя името си, този път на ФК Аякучо.

## Футболисти

### Известни бивши футболисти
- Алекс Магаянес
- Густаво Виктория

## Успехи
- Сегунда Дивисион:
  - Шампион (2): 2004[3], 2005[3]
  - Вицешампион (1): 2008[4]
- Лига Провенсиал де Лима:
  - Шампион (1): 1999[5]
- Лига Дистритал де Сан Луис:
  - Шампион (1): 1999[5]

## Рекорди
- Най-голяма победа:
  - в Примера Дивисион: 6:0 срещу Хосе Галвес (Чимботе), 13 ноември 2010 г.[4]
  - в Сегунда Дивисион: 7:0 срещу АЕЛУ, 21 май 2005 г.[3]
- Най-голяма загуба:
  - в Примера Дивисион: 5:0 срещу Универсидад де Сан Мартин, 22 май 2011 г.[4] и Хуан Аурич, 7 август 2015 г.[6]
  - в Сегунда Дивисион: 6:1 срещу Бела Есперанса, 19 май 2000 г.[3]
  - в международни турнири: 4:0 срещу Атлетико Насионал, 6 август 2013 г.[4]